# Choma (Tanzania)
Choma è una circoscrizione mista (mixed ward) della Tanzania situata nel distretto di Igunga, regione di Tabora. Conta una popolazione di 22.150 abitanti (censimento 2022).